# Салвадор Седилес
Салвадор Седилес Морено (на испански: Salvador Sediles Moreno) е испански военен и политик. Известен като един от лидерите на въстанието в Хака от 12 декември 1930 г., неуспешен опит за премахване на монархията, последван скоро от обявяването на Втората испанска република.
Влиза в политиката през 1931 г. Умира като лидер на милиция в Толедо скоро след началото на Гражданската война в Испания.

## Биография
Салвадор Седилес Морено е роден в Касерес, Испания, през 1897 г. Седилес участва с други офицери, включително капитаните Фермин Галан, Анхел Гарсия Ернандес, Луис Салинас и Мигел Гало във въстанието в Хака на 12 декември 1930 г. След като републиката е провъзгласена в Хака, две колони са организирани до Уеска. Едната на Галан се придвижва по пътя, докато другата на Седилес по железопътната линия. Въстаниците с нетърпение очакват триумфален освободителен път. Колоната от 300 войници на Седилес се среща с тази на Галан при Аербе. След това комбинираните сили се придвижват към Уеска, където се очаква заговорниците в артилерията да се присъединят към бунта, както е планирано.
На разсъмване на 13 декември 1930 г. на височините на Силас, на около 3 километра от Уеска, бунтовниците се озовават изправени пред правителствените сили. След опит на въстаниците да преговарят, правителствените войски започват да ги обстрелват. Галан отказва да нареди контраатака, защото „братята не могат да се бият помежду си“ и нарежда изтегляне. Някои войници и техните офицери се връщат в Хака, други са арестувани, а трети се опитват да избягат.
През март 1931 г. редица въстанически офицери и подофицери са осъдени, както и войници в Хака, които не участват, но не се опитват да спрат въстаниците. Седилес е осъден на смърт. Той е осъден задочно. Стартирана е кампания за получаване на помилване за Седилес, след като става известна присъдата от военния трибунал в Хака на 18 март 1931 г. Той е помилван преди народните демонстрации да се разпространят из Испания в навечерието на общинските избори.
На 20 май 1931 г. капитаните Седилес, Салинас, Гало и Арболедас подават молби до Министерството на войната, за да могат да се оттеглят от армията. На изборите за Учредителните кортеси през юни 1931 г. Седилес е избран за кандидат от Extrema Izquierda Federal (Федерална крайна левица) като депутат от провинция Барселона. Капитан Седилес играе видна роля като ляв републикански лидер през 1931 и 1932 г. През 1932 г. Седилес и други от крайната левица като Антонио Хименес, Хосе Антонио Балботин, Рамон Франко, Анхел Самбланкат и Родриго Сориано сформират Левия алианс под ръководството на Едуардо Бариоберо. Като дисидент, радикален републиканец, Бариоберо е активен критик на правителството и печели враждебността на неговото ръководство до края на гражданската война.
В началото на Гражданската война в Испания, Национална конфедерация на труда (CNT) формира милицията Águilas de la Libertad със седалище в Мадрид през 1936 г. с 400 души под ръководството на Седилес. В Толедо са малко над 300 милиционери. Анархистите Франсиско Тортоса и Бенито Павон са сред лидерите. Седилес умира в Толедо през 1936 г. Той загива в автомобилна катастрофа скоро след началото на гражданската война, ден след обсадата на Алкасар.